# 貯水槽清掃作業監督者
貯水槽清掃作業監督者（ちょすいそうせいそうさぎょうかんとくしゃ）は、貯水槽清掃作業監督者講習会を修了した者をいう。

## 概要
- 飲料水の貯水槽の清掃作業の監督を行う。建築物飲料水貯水槽清掃業の登録には必要である。建築物環境衛生管理技術者を取得している者は不要である。

修了証書には有効期間平成○年○月○日と書かれており、有効期間は6年であるが、この有効期間は貯水槽清掃業として、都道府県知事に登録するのに必要な有効期間であって、資格の有効期間ではない。そのため、この期間を過ぎても資格自体は消失しないし、再講習会を受講して改めて登録に必要な有効期間を得ることができる。

## 受講資格
- 学校教育法（昭和22年法律第26号）に基づく高等学校若しくは中等教育学校又は旧中等学校令（昭和18年勅令36号）に基づく中等学校を卒業した後、2年以上建築物の貯水槽の清掃に関する実務に従事した経験を有する者
- 5年以上建築物の貯水槽の清掃に関する実務に従事した経験を有する者
- 学校教育法（昭和22年法律第26号）に基づく高等学校若しくは中等教育学校又は旧中等学校令（昭和18年勅令36号）に基づく中等学校を卒業した後、2年以上建築物の貯水槽の清掃に関する実務に従事した経験を有する者と同等以上の学歴及び実務の経験を有すると認められる者

## 講習会
- 4日間、行われる。

### 講習科目
1. 建築物環境衛生制度
2. 給水衛生概論
3. 建築設備概論（給水設備関係）
4. 作業の安全管理
5. 貯水槽清掃各論
6. 考査

## 再講習会
- 貯水槽清掃作業監督者は、2日間、新技術、新知識の修得及びその他必要な知識の反復履修を目的とすることとなっている。

### 再講習科目
1. 建築物環境衛生制度
2. 建築物衛生における動向
3. 給水設備とその管理の概要
4. ビル内の給水衛生と消毒
5. 貯水槽の清掃
6. 考査

## 受講資格
- 厚生労働大臣登録貯水槽清掃作業監督者講習会を修了した者（建築物における衛生的環境の確保に関する法律施行規則（昭和46年厚生省令第2号）第28条第4号イに規定する講習の課程を修了した者）
- 厚生労働大臣登録貯水槽清掃作業監督者再講習会を修了した者（建築物における衛生的環境の確保に関する法律施行規則（昭和46年厚生省令第2号）第28条第4号ロに規定する再講習の課程を修了した者）
- 建築物環境衛生管理技術者免状を有する者であって、建築物飲料水貯水槽清掃業の登録営業所において貯水槽清掃作業監督者としての業務に従事した経験を有する者